# Groen
Groen (flamenco: Groenⓘ, español, literalmente: Verde), fundado como Agalev en 1982 y es un partido político belga de ámbito flamenco. En Bélgica francófona, el referente verde es Ecolo.

## Resultados electorales nacionales
| Año  | Votos         | %    | Resultado | +/- | Gobierno           |
| ---- | ------------- | ---- | --------- | --- | ------------------ |
| 1981 | 138.575 (#10) | 2,30 | 2/212     |     | Oposición          |
| 1985 | 226.758 (#8)  | 3,74 | 4/212     | 2   | Oposición          |
| 1987 | 275.437 (#8)  | 4,50 | 6/212     | 2   | Oposición          |
| 1991 | 299.550 (#10) | 4,90 | 7/212     | 1   | Oposición          |
| 1995 | 269.058 (#9)  | 4,40 | 5/150     | 2   | Oposición          |
| 1999 | 434.449 (#8)  | 6,99 | 9/150     | 4   | Coalición          |
| 2003 | 162.205 (#10) | 2,47 | 0/150     | 9   | Extraparlamentario |
| 2007 | 265.828 (#10) | 3,98 | 4/150     | 4   | Oposición          |
| 2010 | 285.989 (#10) | 4,38 | 5/150     | 1   | Oposición          |
| 2014 | 358.947 (#7)  | 5,32 | 6/150     | 1   | Oposición          |
| 2019 | 413.836 (#10) | 6,10 | 8/150     | 2   | Coalición          |
| 2024 | 324.608 (#10) | 4,65 | 6/150     | 2   | Oposición          |

### 2010
En las elecciones generales de 2010, Groen alcanzó el 4,38 % de los votos, lo que le permitió ganar un asiento más respecto de las anteriores elecciones de 2007 en la Cámara de Representantes alcanzando los 5 asientos. Asimismo, los resultados obtenidos le permitieron conservan el senador que habían logrado en las enteriores elecciones.

## Elecciones al Parlamento Flamenco
| Año  | Votos        | %     | Resultado | +/- | Gobierno  |
| ---- | ------------ | ----- | --------- | --- | --------- |
| 1995 | 267.155 (#6) | 7,08  | 7/124     |     | Oposición |
| 1999 | 451.361 (#5) | 11,62 | 12/124    | 5   | Coalición |
| 2004 | 308.898 (#5) | 7,60  | 6/124     | 6   | Oposición |
| 2009 | 278.211 (#7) | 6,77  | 7/124     | 1   | Oposición |
| 2014 | 365.781 (#5) | 8,70  | 10/124    | 3   | Oposición |
| 2019 | 428.696 (#6) | 10,11 | 14/124    | 4   | Oposición |
| 2024 | 319.396 (#7) | 7,29  | 9/124     | 5   | Oposición |

## Resultados electorales europeos
| Elecciones | Votos   | %    | Escaños |
| 1979       | 77.986  | 1,43 | 0       |
| 1984       | 246.712 | 4,31 | 1       |
| 1989       | 446.539 | 7,57 | 1       |
| 1994a      | 396.198 | 6,64 | 1       |
| 1999a      | 464.042 | 7,46 | 2       |
| 2004a      | 320.87  | 4,94 | 1       |
| 2009a      | 322.149 | 4,90 | 1       |
| 2014a      | 447.244 | 6,71 | 1       |
| 2019a      | 525.908 | 7,81 | 1       |
| 2024       | 450.781 | 6,31 | 1       |